# Marius Nedelcu
Marius Nedelcu (31 de julio de 1976) conocido como Marius Nedelcu, es un cantante rumano, antiguo miembro del grupo Akcent. Junto a su grupo, Nedelcu fue durante casi una década el punto de mira en los escenarios musicales europeos, gracias a la combinación de sonidos frescos como electrónica con el pop. De esta manera, Nedelcu y su influencia en la mezcla de sonidos le hacen ser uno de los referentes en la música dance contemporánea.

## Biografía
Marius comenzó a cantar y experimentar con sonidos durante sus primeros años de escuela. Antes de emprender su carrera musical, Marius trabajó en World Class, uno de los mayores clubes de fitness en Rumanía, donde fue gerente de ventas y  operaciones durante cinco años, además de dar clases de spinning. También organizó el espectáculo Fitness Woman en Rumania, un evento organizado por World Class en la Sala Palatului en Bucarest. Decidió dedicarse a la música a tiempo completo animado por su entorno familiar y conocidos.
Marius debutó en 2002 como voz, principal compositor y letrista de Akcent, una banda rumana  que logró vender  más de un millón de discos en toda Europa. En abril del 2008 Marius decide abandonar la banda y se inicia como solista. Su álbum debut en inglés By Myself se lanzó en Europa poco después. El álbum incluye las canciones "Rain" (con Giulia) y "Never Be" (con Cabron). Estos sencillos tuvieron éxito y llegaron al puesto número 1 en la tabla de Nielsen en diciembre de ese mismo año. Inmediatamente Marius firma con MediaPro Music.
En 2009 y 2010 consiguió introducirse en el mercado ruso. Llegó a ser muy popular en Rusia y realizó una larga serie de conciertos en Moscú, organizados independientemente y como invitado especial en el Festival Europa Plus Live, así como en el resto del país.
En 2010 Nedelcu se convirtió en el portavoz oficial de Danone y World Class Rumania, una asociación de alto nivel para promover una campaña en todo el país en apoyo de un estilo de vida saludable y buenos hábitos alimenticios.
En 2011 se puso a la venta el sencillo "Passión", un dueto con la rumana Alexandra Ungureanu. La canción alcanzó una amplia difusión por las estaciones de radio de Rumanía, y tuvo una recepción positiva tanto del público como los críticos. El sencillo  "Slow It Down", escrito por Smiley y producido por la compañía HaHaHa, es una composición de baile interpretada por Marius y Alexandra.
Aparte de sus actividades como artista, Nedelcu se dedica a la gestión empresarial desde hace más de ocho años y en la actualidad ocupa el cargo de director a nivel nacional de World Class Rumania.

## Discografía

### Álbumes de estudio
- 2008: By Myself